# Laiomorphus bicolor
Laiomorphus bicolor là một loài bọ cánh cứng trong họ Cleridae. Loài này được Pic miêu tả khoa học năm 1927.